# Amoud Ag El Mokhtar

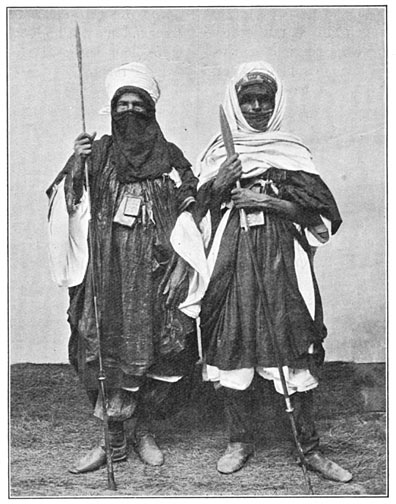
Guerriers touaregs (photographie de 1906).

Amoud Ag El Mokhtar (ou cheikh Amoud, Amoud Ibn Elmokhtar, Ahmoud, Amud, Amoud Ben Mokhtar ou sultan Amoud), né vers 1856 et mort en Libye en 1927, est un chef touareg de la tribu des Imenân. 
Affilié à la Régence d’Alger, il est connu pour sa résistance à la colonisation française dans le Sahara au début du XXe siècle.

## Biographie
Amoud Ag El Mokhtar fait partie de la tribu des Imenân, et qui, au XVIIe siècle, était reconnue par les Touareg de l’Ajjer et de l’Ahaggar comme autorité souveraine. La ville de Ghât en Libye était leur base arrière  sa ville natale est Djanet en Algérie 
Le fief de Amoud s'étendait de la région de Djanet-Iherir jusqu'en Libye. Il est le « dernier des Imenân ». 
Amoud établit à Djanet sa résidence principale en raison des revenus qu’il tirait de ses redevances sur les jardins et de ses tributaires, mais aussi parce que Djanet fut consacrée en 1901 comme lieu privilégié de la zâwiya senoussiste par le muqqadem de Ghât. Amoud était l'adjoint de l’imam de cette zâwiya.
Il reçoit l’investiture turque en 1908 et obtient le titre de Mouchir de l'empire Ottoman, un cachet et un traitement annuel de 2 000 F. 
Amoud opposa une résistance farouche à la colonisation française de 1905 à 1920, avec comme base arrière la ville de Ghât en Libye où Amoud rencontrera le rebelle touareg Kaocen du Niger avec lequel il s'unira dans la lutte.
Le général Laperrine mettra sa tête à prix en 1919 : « J'engage à me payer la tête d'Ahmoud 5000 francs, mais cela ne marche pas fort, le bougre est bien gardé ».
Après plusieurs années de résistance, Amoud se réfugie au Fezzan à Gheréfa près d’Oubari dans l’oued el Ajal où il possédait des jardins et où il mourut discrètement en 1927 à environ 73 ans.

## Hommage
Un lycée de Tamanrasset a été baptisé en son nom[réf. nécessaire] ainsi que l'aéroport de Djanet.